# کلاچان
کلاچان، روستایی است از توابع بخش مرکزی شهرستان چالوس در استان مازندران ایران.

## جمعیت
این روستا در دهستان کلارستاق غربی قرار دارد و براساس سرشماری مرکز آمار ایران در سال ۱۳۸۵، جمعیت آن ۳۷۰ نفر (۱۰۴خانوار) بوده‌است. مردم کلاچان از قومیت طبری هستند. مردم کلاچان به زبان طبری با گویش چالوسی سخن می‌گویند.